# Bajazet (Racine)
Bajazet è una tragedia in cinque atti di Jean Racine, scritta nel 1672 ed allestita per la prima volta a Parigi il 5 gennaio dello stesso anno all'Hôtel de Bourgogne.
Racine porta sulla scena una storia turca svoltasi nel 1635 (nel 1638 secondo lui) ed ambientata a Costantinopoli: l'assassinio del principe Bayezid da parte del fratello, il sultano Murad IV.

## Curiosità
Il primo atto di Adriana Lecouvreur, l'opera di Cilea, è ambientato nel foyer della Comédie-Française, dove sta per essere rappresentata Bajazet.